# Fernand Semelaigne
Émile Fernand Semelaigne (Neuilly-sur-Seine, 15 novembre 1865 – Le Chesnay, 6 maggio 1930) è stato uno schermidore francese.
Partecipò ai Giochi della II Olimpiade di Parigi nella gara di sciabola individuale, dove fu eliminato al primo turno.